# اوتو کلان‌لی
اوتو کلان‌لی (به لاتین: Oto Kelanly) یک منطقه مسکونی در جمهوری آذربایجان است که در شهرستان بردع واقع شده است.